# Pawan Kumar (zapaśnik)
Pawan Kumar (ur. 16 października 1993) – indyjski zapaśnik startujący w stylu wolnym. Zajął 20 miejsce na mistrzostwach świata w 2013. Piąty na igrzyskach azjatyckich w 2018 i dziewiąty w 2014. Ósmy na mistrzostwach Azji w 2012. Trzeci na igrzyskach Wspólnoty Narodów w 2014. Mistrz Wspólnoty Narodów w 2011 i 2013. Szósty w Pucharze Świata w 2014; siódmy w 2016 i ósmy w 2018. Triumfator igrzysk Azji Południowej w 2019 roku.
Jego żoną jest zapaśniczka Geeta Phogat. Absolwent Maharshi Dayanand University w Rohtak.